# Earth Angel
Earth Angel ist ein Song der Penguins aus dem Jahr 1954. Die Aufnahme gilt als eine der ersten Crossover des Rhythm & Blues von einem Independent-Plattenlabel, das die Pop-Hitparade erreichte. Das Stück ist einer der erfolgreichsten Doo-Wop-Titel aller Zeiten.

## Entstehungsgeschichte
Entdeckt durch den späteren Platters-Manager Buck Ram begannen die Penguins mit Probeaufnahmen im Sommer 1954 für das kleine Independent-Plattenlabel Dootone Records. Ted Brinson, der Onkel des Bandmitglieds Cleveland „Cleve“ Duncan, besaß ein selbstgebasteltes Tonstudio, das sich in einer Garage hinter seinem Haus im südlichen Los Angeles befand. Aufgenommen mit einer einspurigen Ampex-Tonbandmaschine entstanden unter Produktionsleitung des Labelchefs Williams einige Demonstrationsaufnahmen, darunter auch Earth Angel.
Im September 1954 entschloss man sich, Hey Senorita / Earth Angel (Will You Be Mine) (Dootone #348) auf den Markt zu bringen. Bei Earth Angel sangen Cleve Duncan (Tenor) Leadstimme und Dexter Tisby (zweiter Tenor) bei der zweiten Bridge; die Piano-Akkorde stammen von Curtis Williams. Der Song basiert auf Akkordwechseln, wie sie in der Richard Rodgers & Lorenz-Hart-Komposition Blue Moon zu hören sind. Es entstanden sieben oder acht Takes, weil die Aufnahme immer wieder wegen störender Außengeräusche unterbrochen werden musste.
Nach Veröffentlichung erhielt die A-Seite das meiste Airplay. Ab Oktober 1954 konzentrierten sich die Radiostationen auf die B-Seite Earth Angel und lösten eine Kaufwelle aus. Dootone Records konnte mit der Plattenproduktion im Presswerk die steigende Nachfrage kaum erfüllen. Als bei der massenhaften Pressung die Druckgrundlage für das rote Label ausging, wurde in Blau weitergepresst.

## Erfolg
Im Dezember 1954 notierte die Platte erstmals in der Rhythm-and-Blues-Hitparade, wo sie im Januar 1955 für drei Wochen den ersten Platz erreichte. Ebenfalls im Dezember 1954 gelangte der Song auch in die Pop-Charts, in denen er bis zum achten Rang vordringen konnte.
Bis 1957 setzte der Song fast vier Millionen Exemplare um. Der großartige Erfolg der Single war vom kleinen Label kaum zu bewältigen und hätte es beinahe in den Ruin getrieben. Die Plattenfirma musste für stetigen Plattennachschub aus dem Presswerk sorgen, während der Plattengroßhandel nicht sofort bezahlte. Bis zum Jahre 1983 soll ein angeblicher Umsatz von zehn Millionen Exemplaren weltweit erzielt worden sein. Trotz des enormen Verkaufserfolgs weigerte sich Dootone Records, den Penguins die ihnen zustehenden Tantiemen auszuzahlen. Die ständigen Streitigkeiten hierüber veranlassten die Gruppe schließlich, zu  Mercury Records zu wechseln. 

## Urheberrechtsstreit
Die Urheberschaft von Earth Angel war lange Zeit umstritten. Zunächst wurde als Komponist der Leadsänger der Gruppe, Curtis Williams, bei der Erstveröffentlichung des Songs angegeben. Als dann im Mai 1955 Jesse Belvin und Carl Green im Urheberrechtsprozess behaupteten, die Komponisten von Earth Angel zu sein, wurden Gaynel Hodge/Jesse Belvin/Curtis Williams bei BMI registriert.
Mittlerweile bestand Einigkeit in Fachkreisen, dass Teile des Songs von Jesse Belvins Dream Girl (Specialty #447, aufgenommen am 12. November 1952) herrührten, weil die Akkord-Wechsel bei beiden Songs sehr ähnlich sind. Dieser Song erreichte den zweiten Rang der R&B-Hitparade. Die endgültige Klärung kam erst im Mai 1957. Das Gericht entschied, dass die Veröffentlichungsrechte bei Dootone Records verbleiben und dass Jesse Belvin als alleiniger Autor des Songs gilt.

## Coverversionen
Kaum waren die Penguins in den Charts auf Erfolgskurs, erschien im Januar 1955 bei Mercury Records die erste Coverversion von den weißen Crew Cuts, die Rang drei der Pop-Hitparade schaffte. Im selben Monat kam auch noch eine Fassung von Gloria Mann heraus, die an Rang 18 der Pop-Charts notiert wurde. Über Jahre hinweg erschienen immer wieder Versionen, so etwa durch Johnny Tillotson (April 1960), The Vogues (April 1969) oder The New Edition (August 1986); auch wegen der vielen Fassungen über die Jahre hinweg gilt Earth Angel als einer der konstantesten Klassiker der gesamten Popmusik. Insgesamt werden 26 Coverversionen gezählt.

## Rezeption
Der Titel belegt Platz 152 in der Rolling-Stone-Liste der „500 Greatest Songs of All Time“. Im März 2004 wurde der Song als eine von jährlich 50 Aufnahmen ausgesucht, die zum National Recording Registry des Library of Congress zugeordnet wurden. In diesem Archiv werden bedeutsame Aufnahmen gesammelt, die das Leben in den USA reflektieren. Earth Angel erhielt einen BMI Award.